# Gynenomis mindanaoensis
Gynenomis mindanaoensis är en fjärilsart som beskrevs av Munroe och Akira Mutuura 1968. Gynenomis mindanaoensis ingår i släktet Gynenomis och familjen Crambidae. Inga underarter finns listade i Catalogue of Life.